# Thicker than Water (2000)
Thicker than Water is een surfdocumentaire uit 2000 geregisseerd door singer-songwriter Jack Johnson.
De beelden zijn opgenomen op verschillende surflocaties, waaronder beelden uit Australië, Indonesië, Hawaï, India en Ierland. Deze worden ondersteund met verschillende soorten gitaarmuziek.

## Cast
Op alfabetische volgorde:
- Raimana Boucher
- Saxon Boucher
- Timmy Curran
- Shane Dorian
- Brad Gerlach
- Conan Hayes
- Jack Johnson
- Noah Johnson
- Taylor Knox
- Rob Machado
- Chris Malloy
- Dan Malloy
- Emmett Malloy
- Keith Malloy
- Kelly Slater
- Benji Weatherly

## Soundtrack
Op 25 november 2003 is de Thicker than Water-cd uitgebracht, waarop de gebruikte muziek in de film te vinden is.

### Track listing
1. "Moonshine" - 2:00 (Jack Johnson)
2. "Rainbow" - 3:23 (Jack Johnson)
3. "Even After All" - 3:55 (Finley Quaye)
4. "Hobo Blues" - 2:44 (G. Love)
5. "Relate to Me" - 1:34 (The Voyces)
6. "The Cove" - 1:52 (Jack Johnson)
7. "Holes to Heaven" - 2:49 (Jack Johnson)
8. "Dark Water & Stars" - 4:59 (Natural Calamity)
9. "My Guru" - 4:10 (Kalyani & Anandji)
10. "Honor and Harmony" - 3:36 (G. Love and Special Sauce)
11. "Liver Splash" - 2:38 (The Meters)
12. "Underwater Love" - 5:58 (Smoke City)
13. "Thicker than Water" - 3:25 (Todd Hannigan)
14. "Witchi Tai To" - 2:43 (Harpers Bizzare)